# Trosia nigropunctigera
Trosia nigropunctigera са вид насекоми от семейство Megalopygidae.
Те са пеперуди, разпространени в тропическите области на Америка, във екваториалните гори на Коста Рика, Панама, Колумбия, Венецуела, Гвиана, Еквадор и Перу на надморска височина между 400 и 1200 метра. Тялото им е покрито с гъсти къси косъмчета и е бяло или славено на цвят с шест отчетливи червени петна. Преидните крила са бели или бледосламени с един ред черни точки, пресичащ ги отпред назад. Главата, коремът, краката и задните крила са розови или червени.